# الجريمة في بنغلاديش

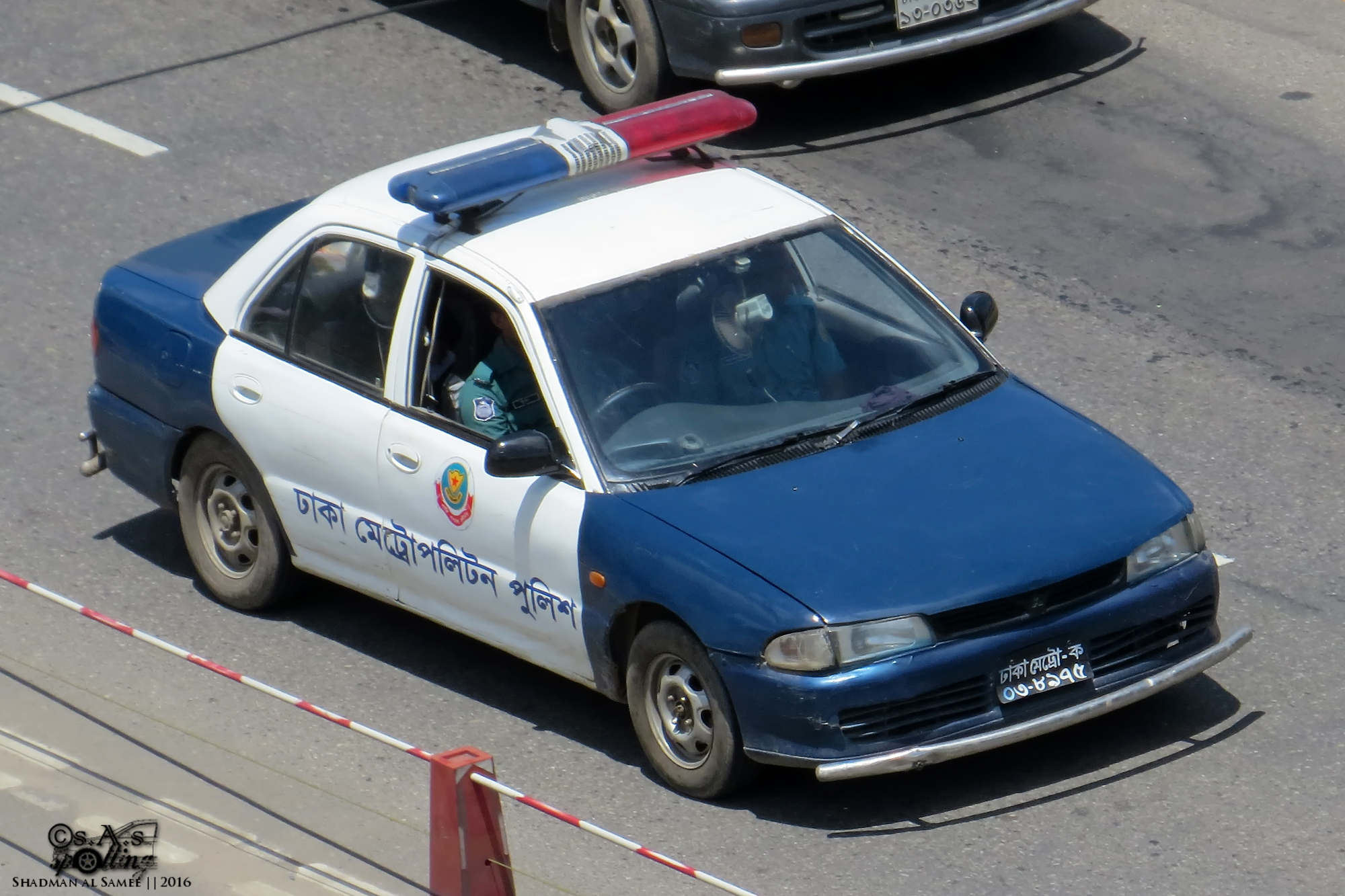
سيارة شرطة في بنغلاديش.

توجد الجريمة في بنغلاديش بأشكال مختلفة مثل الاتجار بالمخدرات, [الاتجار بالأحياء البرية], وغسيل الأموال، والابتزاز، والقتل بموجب عقود, والاحتيال، والاتجار بالبشر، والسرقة، والفساد، وتسويق السوق السوداء، والعنف السياسي، والإرهاب والاختطاف, وغيرها.

## تهريب المخدرات
تُستخدم بنغلاديش كطريق عبور للمخدرات المنتجة في البلدان المجاورة. يفيد التقرير السنوي لعام 2007 الصادر عن الهيئة الدولية لمراقبة المخدرات (INCB) أن بنجلاديش هي الآن نقطة العبور الرئيسية لحركة وتهريب الهيروين من جنوب شرق آسيا إلى السوق الأوروبية. وأشار التقرير إلى أن الحدود سهلة الاختراق بين بنغلاديش والهند تساهم في تهريب المخدرات عبر الحدود.
الوسائل المعروفة لتهريب المخدرات إلى بنغلاديش هي سعاة من باكستان, ومركبات تجارية وقطارات من الهند أو بورما بالإضافة إلى الشحنات من الهند عبر خليج البنغال.
تشير التقديرات إلى أن 100,000 شخص متورطون في تهريب المخدرات في بنغلاديش.

## القتل
تم الإبلاغ عن إجمالى 10,331 جريمة قتل إلى السلطات البنجلاديشية في الفترة من 2001 إلى 2003, مما يدل على زيادة ملحوظة في السنوات الأخيرة.

## قرصنة البرمجيات
بالنسبة لمنطقة آسيا والمحيط الهادئ, تم تصنيف بنغلاديش كواحدة من الدول الرئيسية لقرصنة البرامج. تشير التقديرات إلى أن صناعة البرمجيات تخسر ما يقرب من 102 مليون دولار أمريكي كل عام نتيجة لذلك.

## روابط خارجية
- https://web.archive.org/web/20121211092221/http://www.janaojana.com/q-2980
- DOI.org
- https://web.archive.org/web/20150610193907/http://www.unafei.or.jp/english/pdf/RS_No71/No71_19PA_Chowdhury.pdf